# Bryconamericus tolimae
Bryconamericus tolimae es una especie de pez de la familia Characidae en el orden Characiformes.
Los machos pueden llegar alcanzar los 11,8 cm de longitud total. Habita zonas de clima tropical en la cuenca del río Magdalena (Colombia).